# Toshl Cafe 客は又吉〜こだわりのメニューを作る旅〜
『Toshl café 客は又吉〜こだわりのメニューを作る旅〜』（としカフェ きゃくはまたよし こだわりのメニューをつくるたび）は、2016年10月5日水曜日25時35分から26時35分時までフジテレビで放送されたバラエティ番組。X JAPANのToshlがバラエティのMCに初挑戦したことでも話題を集める。

## 概要
国内外を飛び回り、多忙を極めるToshl。しかし、その合間をぬって、かねてからの念願であった「カフェのマスター」という夢をついに実現！お店の名前は「Toshl Café」。そして、そのお店に初めてやってきたお客さんはピースの又吉直樹…。という設定の中番組はスタート。ロックスターと芥川賞作家という異色の2人がこだわりのメニュー作りを目指し食材を求めて旅に出る。フジゲームスサウンドプロデューサーに就任したToshlが手掛けた「フジゲームス テーマ曲」の制作風景から、その初公開となった東京ゲームショウ2016の模様と共に、Toshlの新たな魅力をお届け。

## 出演者
- マスター - Toshl（X JAPAN）
- 客 - 又吉直樹（ピース）

## スタッフ
- ナレーション：住友七絵
- 構成：石井裕之、アラケン
- フードコーディネーター：松浦和夏（Studio coody）
- CAM：太田黒岳、黒川佳輔
- VE：岡賢治
- LD：山口泰一郎
- 音響効果・MA：久坂恵紹
- 編集：早川徹哉
- 車両：NASH、WILD THING、ARC
- 技術協力：ラメカラメカ、イングス、阿吽、戯音工房
- 美術協力：フジアール
- 撮影協力：ZOO動物プロ、アイヅチ、卵菓屋、服部牧場
- 制作協力：やんかわ商店
- 編成：村上正成
- アソシエイトプロデューサー：柳田麻衣
- AP：大川奈緒子
- コンテンツデザイン：遠藤将
- ディレクター：高橋寛之、袰川斉
- プロデューサー：大石倫之、宮崎孝幸
- チーフプロデューサー：東中川遼太
- 制作協力：FCC
- 製作著作：フジテレビ、フジゲームス